# شيري سميث
شيري سميث (بالإنجليزية: Sherry Smith)‏ هو لاعب كرة قاعدة أمريكي، ولد في 18 فبراير 1891 في مونتايسلو في الولايات المتحدة، وتوفي في 12 سبتمبر 1949 في ريدسفيل في الولايات المتحدة.

## وصلات خارجية
- شيري سميث على موقعبيزبول رفرنس.كوم (الدوري الرئيسي) (الإنجليزية)
- شيري سميث على موقعبيزبول رفرنس.كوم (الدوري الثانوي) (الإنجليزية)
- شيري سميث على موقع قاعة جورجيا للمشاهير الرياضية (مؤرشف) (الإنجليزية)